# Francesco Feroci
Francesco Feroci (San Giovanni Valdarno, 16 aprile 1673 – Firenze, 25 novembre 1750) è stato un compositore, organista, poeta e sacerdote italiano.

## Biografia
Entrato ancora giovane nel Collegio Eugeniano di Firenze, iniziò gli studi musicali e dal 1697 l'attività di organista. Nel 1702 entrò come docente di organo nella scuola diretta da Giovanni Maria Casini, alla morte del quale, nel 1719, succedette al maestro come primo organista del Duomo di Firenze.
Nel 1736 completò la stesura del Concerto per organo sull'aria della "Martina" e poco dopo compose i Responsi della settimana santa.
Nel 1744 per problemi di salute abbandonò l'incarico di primo organista, lasciando il posto a Bonaventura Matucci.
Oltre che compositore e musicista fu anche un letterato di cui rimangono nella Biblioteca Nazionale Centrale di Firenze due manoscritti di rime burlesche.
I manoscritti musicali di Feroci si trovano soprattutto all'estero, in particolare in Germania.